# گرده‌شناسی عسل

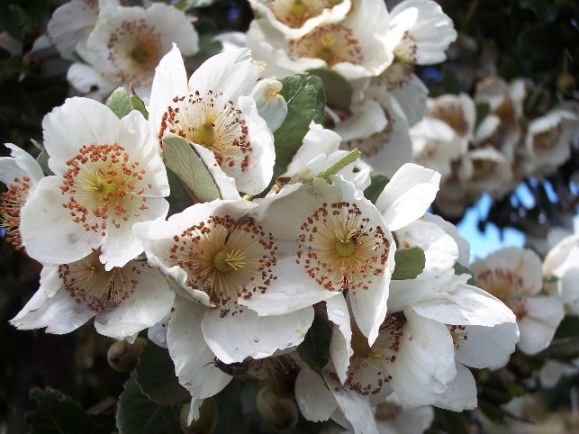
گرده عسل در گل ها

گَرده‌شناسی عسل یا ملیسوپالینولوژی (به انگلیسی: Melissopalynology) دانش تجزیه و تحلیل گرده‌های موجود در عسل و همچنین خاستگاه این گرده‌ها است.
با بررسی این گرده‌ها می‌توان به خاستگاه جغرافیایی گرده‌ها و مناطق و گیاهانی که زنبورهای عسل به آن‌ها سر زده‌اند را بازیابی کرد.
از گرده‌شناسی عسل بیشتر برای جلوگیری از جعل در برچسب‌های عسل‌های تولیدی استفاده می‌شود.